# Machina Vremeni
Machina Vremeni (en russe : Машина времени, « machine à voyager dans le temps ») est un groupe de rock russe fondé en 1969.

## Historique
Machina Vremeni est un pionnier du rock soviétique et est l'un des plus anciens groupes de rock encore en activité en Russie. La musique du groupe incorpore des éléments de rock classique, du blues et de musique folklorique russe. Les membres les plus connus de groupe sont Andreï Makarevitch, le fondateur et principal auteur-compositeur du groupe, Alexander Koutikov (en), bassiste, producteur et ingénieur du son, et Evgeny Margoulis (en), guitariste et compositeur.

## Musiciens

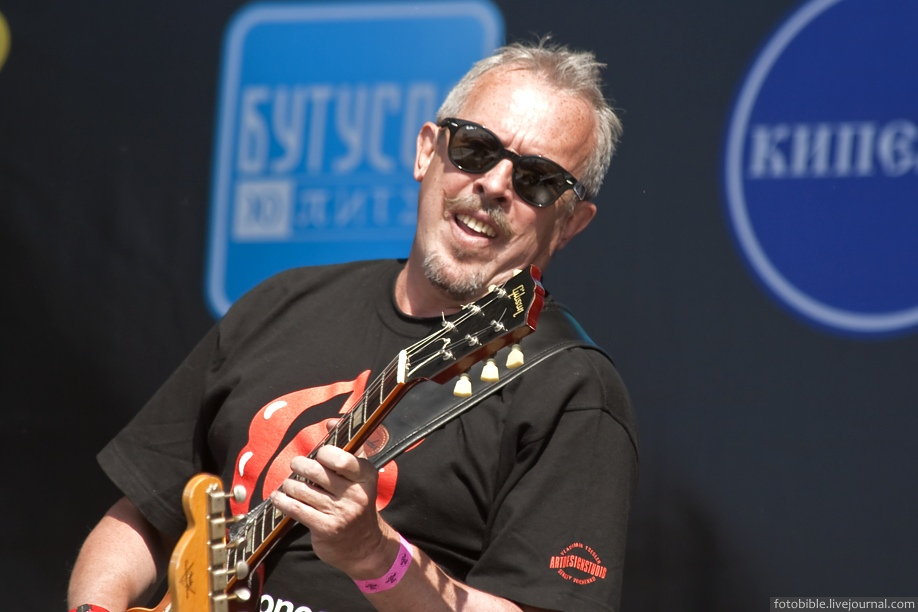
Andreï Makarevitch
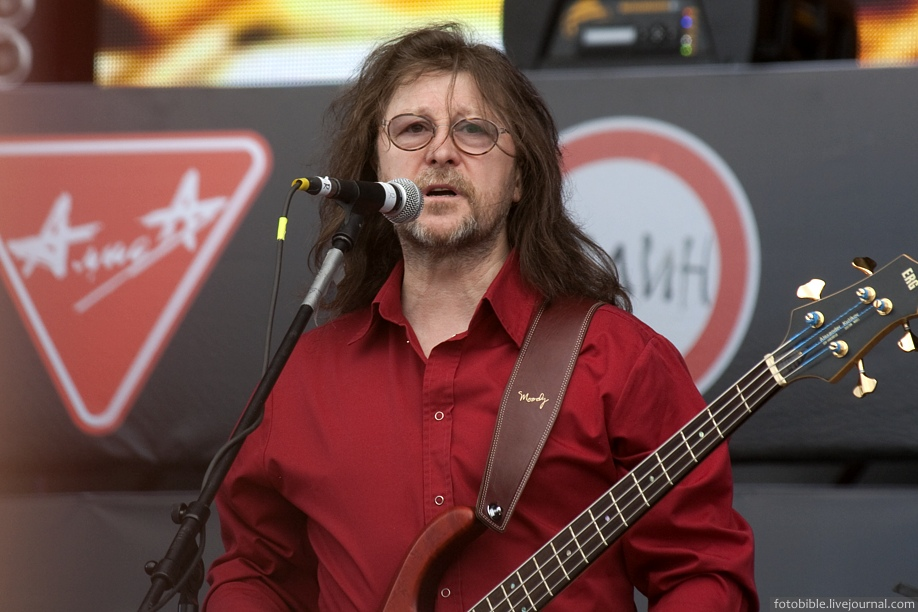
Alexander Koutikov (en)
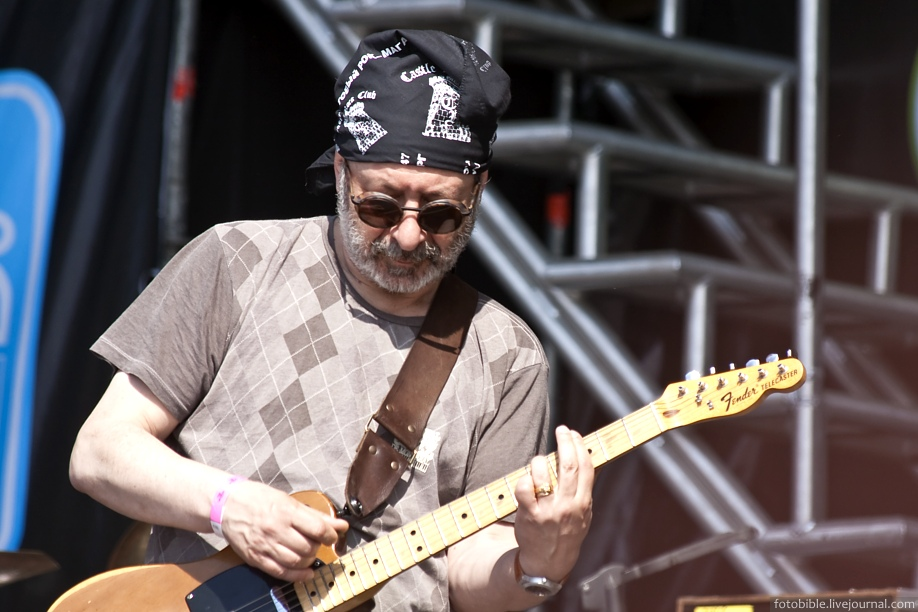
Evgeny Margoulis